# Outcast Lady
Pour plus de détails, voir Fiche technique et Distribution.
Outcast Lady est un film américain réalisé par Robert Z. Leonard, sorti en 1934.

## Synopsis
Bien qu'ils s'aiment beaucoup, Iris March et son amour d'enfance, Napier Harpenden, font face à la désapprobation du père de Napier, Sir Maurice, qui considère la relativement pauvre Iris et son frère alcoolique Gerald comme un obstacle à l'avenir politique de son fils. Napier suggère qu'ils attendent qu'il s'établisse dans le service diplomatique britannique en Inde pour se marier, et Iris accepte à contrecœur. Après quatre ans d'attente, cependant, Iris cède à la pression de Gerald et accepte la demande en mariage de Boy Fenwick, un riche ami de son frère qui l'aime depuis longtemps. Lorsque Napier apprend les fiançailles d'Iris, il quitte l'Inde pour assister à son mariage en Angleterre. Juste avant la cérémonie, une femme étrange tend à Iris une note pliée, qu'Iris empoche sans la lire. Puis, le premier soir de sa lune de miel française, Iris se souvient de la note et commence à la lire devant Boy. Troublée par la note, Iris essaie de la jeter, mais Boy insiste pour la lire lui-même. Quand Iris demande gentiment si la note, qui affirme que, sous un faux nom, Boy a commis et purgé une peine de prison pour un crime odieux, est vraie, Boy répond par l'affirmative. Bien qu'Iris accepte courageusement la confession, Boy a honte et saute par la fenêtre de l'hôtel. Masters, et Hilary, un ami de la famille, apprennent le secret de Boy, mais comme Iris refuse de révéler la raison du suicide de Boy à qui que ce soit d'autre, elle est soupçonnée à la fois de l'avoir poussé par la fenêtre et d'avoir causé sa mort par son comportement. Malgré leur amour pour elle, même Napier et Gerald, qui adoraient Boy, soupçonnent Iris de trahison et lui tournent le dos. Ainsi condamnée par sa famille et ses amis, Iris s'installe en France et s'affirme comme la veuve la plus célèbre d'Europe. Cinq ans plus tard, Hilary informe Iris que Gerald est gravement malade et vit dans la misère et elle retourne immédiatement en Angleterre pour le voir. Après avoir vu Napier et entendu parler de ses fiançailles avec la respectable Venice, Iris se rend chez son frère. Toujours en colère contre sa sœur, Gerald, tuberculeux et ivre, refuse de la voir, et craignant qu'il ne meure sans lui pardonner, Iris accepte de laisser Hilary lui dire la vérité sur Boy. Gerald meurt sans connaître le secret mais pardonne à sa sœur. Bien que soulagée par le pardon de Gerald, Iris retourne en France et tombe dans un état fébrile. Lorsqu'il apprend la maladie d'Iris, Napier, maintenant marié, qui vient de se distinguer comme leader parlementaire, se précipite pour être avec elle. Quand Venice voit Iris et Napier ensemble, elle comprend la profondeur de leur amour mais, à cause du passé inexpliqué d'Iris, elle craint pour son mari. Incapable de garder le secret de Boy plus longtemps, Hilary dit enfin la vérité à Napier et Venice, et Venisc accepte généreusement le divorce. Portée par l'idée que Napier lui a pardonné sans connaître le secret de Boy, Iris récupère et se prépare à affronter Sir Maurice. Bien que Sir Maurice renonce à sa condamnation d'Iris lorsque Napier lui parle enfin de Boy, Iris n'arrive pas à mener à accepter ce divorce et se suicide avec sa voiture.

## Fiche technique
- Titre original : Outcast Lady
- Réalisation : Robert Z. Leonard
- Scénario : Zoë Akins, d'après le roman The Green Hat de Michael Arlen
- Direction artistique : Cedric Gibbons
- Costumes : Adrian
- Photographie : Charles Rosher
- Son : Douglas Shearer
- Montage : William LeVanway
- Production délégué : Irving Thalberg
- Production : Robert Z. Leonard
- Société de production : Metro-Goldwyn-Mayer
- Société de distribution : Metro-Goldwyn-Mayer
- Pays d'origine :  États-Unis
- Langue originale : anglais
- Format : Noir et blanc  — 35 mm — 1,37:1 — son mono
- Genre : Mélodrame
- Durée : 77 minutes
- Dates de sortie : États-Unis : 28 septembre 1934

## Distribution
- Constance Bennett : Iris March Fenwick
- Herbert Marshall : Napier Harpenden
- Mrs. Patrick Campbell : Lady Eve
- Hugh Williams : Gerald March
- Elizabeth Allan : Venice Harpenden
- Henry Stephenson : Sir Maurice Harpenden
- Robert Loraine : Hilary
- Lumsden Hare : Guy
- Leo G. Carroll : Masters
- Ralph Forbes : Boy Fenwick

## Autour du film
- Ce film est un remake du film Intrigues (A Woman of Affairs) de Clarence Brown sorti en 1928.